# TT-Line Company
La Transport of Tasmania Line, nota semplicemente come TT-Line Company, è una compagnia di navigazione australiana.

## Storia
Fondata a Devonport nel 1985 dal governo della Tasmania, opera sotto il marchio della Spirit of Tasmania con una flotta di 2 navi, impiegate nei collegamenti nello Stretto di Bass, tra i porti di Devonport e Geelong.

## Flotta[3]
| Tipologia         | Traghetto             | Stato       | Stazza (t.s.l.) | Lunghezza | Larghezza | Capacità passeggeri | Metri lineari carico merci | Velocità in nodi | Anno di costruzione | Immagine |
| ----------------- | --------------------- | ----------- | --------------- | --------- | --------- | ------------------- | -------------------------- | ---------------- | ------------------- | -------- |
| Fast Cruise Ferry | Spirit of Tasmania I  | In servizio | 29.338          | 194,3     | 25        | 1.400               | 1.464                      | 30,8             | 1998                |          |
| Fast Cruise Ferry | Spirit of Tasmania II | In servizio | 52.300          | 194,3     | 25        | 1.400               | 1.464                      | 30,8             | 1998                |          |

## Flotta del passato
| Traghetto              | Stazza (t.s.l.) | Lunghezza | Capacità passeggeri | Capacita auto | Anno di costruzione | Anni di servizio per TT-Line | Stato attuale                                                | Immagine |
| ---------------------- | --------------- | --------- | ------------------- | ------------- | ------------------- | ---------------------------- | ------------------------------------------------------------ | -------- |
| Abel Tasman            | 19.212          | 144,88    | 860                 | 470           | 1975                | 1984-1994                    | Demolito ad Aliağa nel 2022 come Ilos                        |          |
| Spirit of Tasmania     | 31.356          | 161,53    | 1.700               | 500           | 1986                | 1993-2002                    | Attuale Princess Seaways per DFDS                            |          |
| The Devil Cat          | 5.617           | 91,30     | 890                 | 240           | 1997                | 1997                         | Affondato nei pressi delle Azzorre nel 2006 come TeT Express |          |
| HSC InCat 045          | 5.007           | 86,62     | 670                 | 200           | 1997                | 1997 (noleggio)              | Attuale Champion 3 Jet                                       |          |
| HSC InCat 050          | 5.743           | 96        | 400                 | 190           | 1998                | 1998-1999 (noleggio)         | Attuale Manannan                                             |          |
| HSC Condor 10          | 3.241           | 74,30     | 580                 | 90            | 1992                | 1999 (noleggio)              | In disarmo a Dubai dal 2021 come Tiger                       |          |
| Spirit of Tasmania III | 25.750          | 173,50    | 1.400               | 909           | 1995                | 2003-2006                    | Attuale Mega Express Four per Corsica Ferries                |          |

## Flotta in costruzione
| Tipologia         | Traghetto             | Stazza (t.s.l.) | Lunghezza | Larghezza | Capacità passeggeri | Metri lineari carico merci | Velocità in nodi | Cantiere                      | Consegna prevista | Note                                  |
| ----------------- | --------------------- | --------------- | --------- | --------- | ------------------- | -------------------------- | ---------------- | ----------------------------- | ----------------- | ------------------------------------- |
| Fast Cruise Ferry | Spirit of Tasmania IV | 48.000          | 212,00    | 30,60     | 1.800               | 3.700                      | 26               | Rauma Marine Constructions Oy | Consegnata        | In cantiere a Leith per completamento |
| Fast Cruise Ferry | Spirit of Tasmania V  | 48.000          | 212,00    | 30,60     | 1.800               | 3.700                      | 26               | Rauma Marine Constructions Oy | Estate 2025       |                                       |

## Rotte
| Rotta             | Traghetto                                   | Durata | Frequenza        |
| ----------------- | ------------------------------------------- | ------ | ---------------- |
| Devonport-Geelong | Spirit of Tasmania I, Spirit of Tasmania II | 9-11 h | plurigiornaliera |